# Hatton Cross
Hatton Cross è una stazione della linea Piccadilly della metropolitana di Londra.
Nei pressi di Hatton Cross è avvenuto l'incidente aereo del volo 38 della British Airways del 2008.

## Storia
La stazione è stata aperta il 19 luglio 1975 nell'ambito dei lavori di estensione della linea Piccadilly, e ne è rimasta il capolinea fino all'apertura della fermata degli Heathrow Terminals 2 & 3 il 16 dicembre 1977. I binari sono stati realizzati in trincea coperta con la tecnica cut-and-cover. L'edificio della stazione è un esempio di brutalismo in vetro e cemento a un piano solo, che incorpora anche una stazione dei bus per servire l'area circostante e i collegamenti con l'aeroporto.

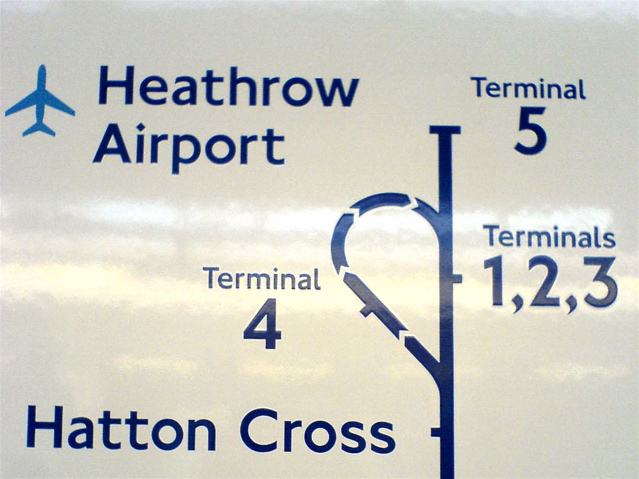
Sezione del percorso della linea Piccadilly con la configurazione attuale delle fermate nell'area dell'aeroporto.

Per la costruzione del Terminal 4 nel 1986 è stato scavato un raccordo monodirezionale a binario singolo che connette le stazioni di Hatton Cross, di Heathrow Terminals 2 & 3 e di Heathrow Terminal 4. Il raccordo è stato chiuso nel 2005 insieme alla stazione di Heathrow Terminal 4 per permettere lo scavo dei nuovi tunnel per raggiungere Heathrow Terminal 5; il servizio è ripartito nel 2006.

## Strutture e impianti
La stazione di Hatton Cross ha 2 binari, sorge tra la Great South West Road (A30) e la strada che costeggia a sud l'Aeroporto di Londra-Heathrow e serve una vasta zona che include il paese di Hatton, Feltham a sud e Bedfont a ovest. La stazione si trova nel borgo londinese di Hillingdon, mentre il paese di Hatton si trova a Hounslow. Parte dell'area circostante è inclusa nel perimetro dell'aeroporto, il resto ospita capannoni industriali o magazzini.
Il toponimo Hatton Cross fa riferimento all'incrocio tra la Great Southwest Road e Hatton Road, le due strade principali dell'area, che si trova immediatamente a sudest dell stazione.
La stazione sorge al confine tra la Travelcard Zone 5 e la 6

## Interscambi
Nelle vicinanze della stazione effettuano fermata alcune linee automobilistiche urbane, gestite da London Buses.
- Fermata autobus

## Galleria d'immagini

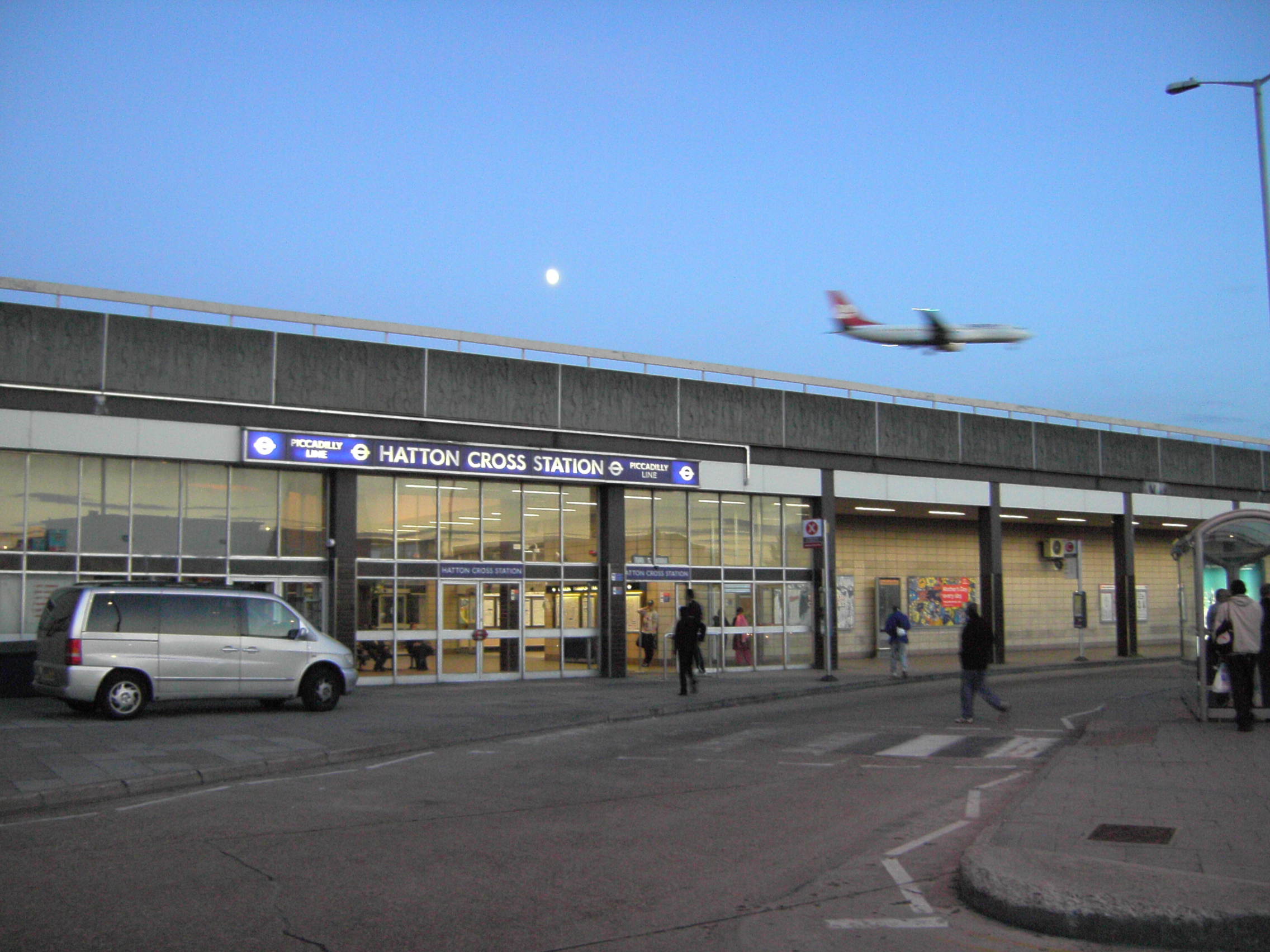
La stazione di Hatton Cross
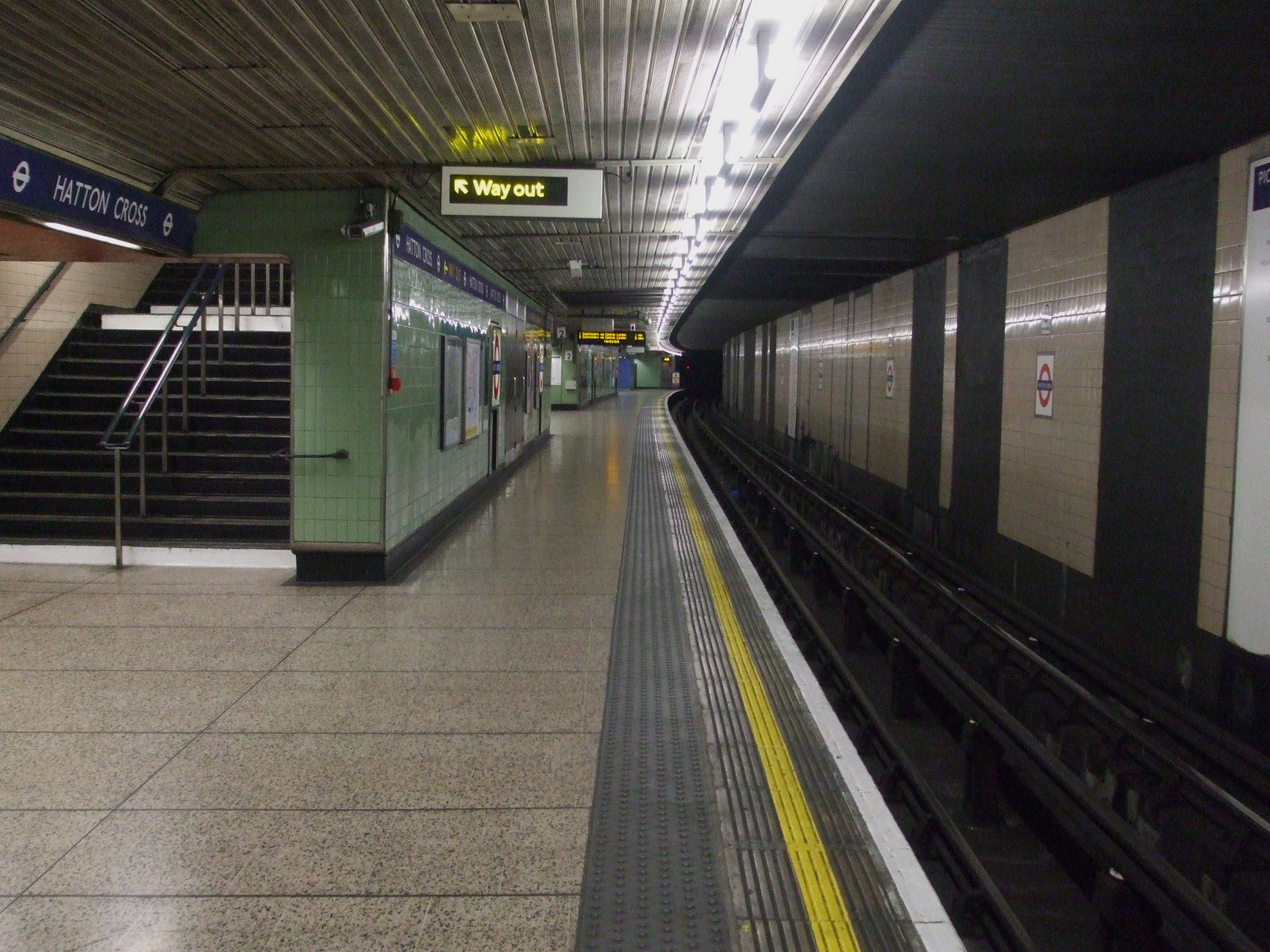
Il binario est della stazione
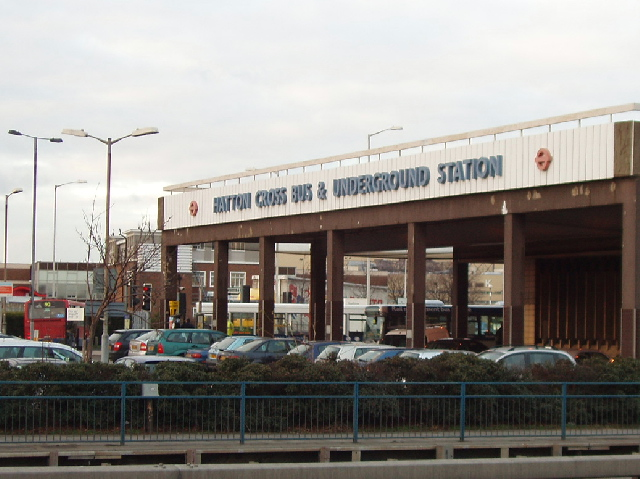
La stazione della metropolitana e dei bus di Hatton Cross